# All'ultima spiaggia
All'ultima spiaggia è un film italiano a episodi del 2012 diretto da Gianluca Ansanelli, distribuito nei cinema da Medusa Film il 4 ottobre 2012.

## Trama
Il casting di un reality show centrato sui cosiddetti "casi umani", uomini e donne che per motivi diversi sono arrivati all'ultima spiaggia, è l'espediente per raccontare quattro storie di altrettanti candidati che, per convincere gli autori del programma a prenderli, narrano le disavventure che li hanno portati alla suddetta ultima spiaggia.

### Primo episodio
Ester e Ramona, una coppia di ragazze omosessuali desiderano avere un figlio. Per fare questo si rivolgono ad una banca del seme per una inseminazione artificiale ma, al momento di prenotare l'intervento, Ester ci ripensa e decide di trovare un donatore in carne e ossa. Contro il parere di Ramona, la scelta ricade sull'ex fidanzato Riccardo. Dopo alcuni tentativi, Ester rimane incinta e, dopo aver illuso sia Ramona che Riccardo, li abbandona entrambi per andarsene in Messico. Quindici mesi dopo, con una semplice lettera, consegna il neonato ai due ex per tornare ad essere libera e indipendente.

### Secondo episodio
Paolo, una guardia giurata, chiede un prestito alla banca in cui lavora per brevettare una sua invenzione, ma il direttore glielo rifiuta. Decide, allora, di rapinare la banca insieme a due suoi amici. Il trio così composto non è avvezzo a certe imprese e la rapina si rivela un azzardo fin da subito. Arrivati al caveau, trovano che una coppia di ladri è arrivata prima di loro e, grazie all'invenzione di Paolo, riescono a farli arrestare. Paolo e complici evitano, così, la denuncia, ma il prestito continua ad essere rifiutato.

### Terzo episodio
Carmen e Antonio sono neo sposi. Un giorno, a casa loro, arrivano Nico e Fabrizio che mostrano ad Antonio un film porno dove Carmen è la protagonista. Antonio, preso dalla disperazione, sale sul cornicione del palazzo per suicidarsi e per impedirlo lo segue anche Fabrizio. A quel punto arriva Carmen e cerca di convincere Antonio a rientrare in casa, ma lui è indignato e irremovibile. Quando arriva la moglie di Fabrizio, viene alla luce anche la relazione extraconiugale di Antonio con quest'ultima. Antonio e Fabrizio cadono nel vuoto spinti involontariamente da Carmen che voleva salvarli e finiscono all'ospedale.

### Quarto episodio
Fabio, industriale emiliano che ha aperto una succursale a Napoli, finisce in un ospedale partenopeo per un problema cardiaco. Qui si scontra con un mondo completamente diverso da quello preciso ed efficiente dell'Emilia e che già lo aveva messo in difficoltà nella gestione della succursale. Carmine è il suo compagno di stanza; è portantino nello stesso ospedale dove sono ricoverati e deve fare dei controlli per una piccola truffa assicurativa. Inizialmente, Fabio è infastidito da quei comportamenti troppo espansivi e poco rispettosi di pazienti e infermieri, e preoccupato per le capacità dei medici, ma in poco tempo, grazie a Carmine, inizia a comprendere le persone e le abitudini che prima non apprezzava e a farsi operare da un bravo chirurgo. Carmine, inoltre, sente casualmente la figlia di Fabio che, durante una telefonata, rivela di essere incinta e di stare valutando l'aborto; il suo intervento convince la ragazza a portare avanti la gravidanza. Dai controlli effettuati, Carmine apprende di avere un tumore non curabile e pochi mesi di vita. I due compagni di stanza sono diventati grandi amici e alla morte di Carmine Fabio adotta i suoi otto figli.

## Colonna sonora
Musiche originali di Pivio e Aldo De Scalzi.
1. Armanda De Scalzi – This is the Miracle
2. Roberto Tiranti – On the Edge
3. Cecilia Zanuso – Silly Boy
4. Modà – Arriverà
5. Harry Nilsson – Coconut
6. Almamegretta – Suddd
7. Amy Winehouse – Back to Black
8. Morcheeba – Rome Wasn't Built in a Day
9. Mimmo Dany – Abballame chesta canzone
10. William Tell (overture)
11. Ricominciamo

## Distribuzione
La pellicola è uscita nelle sale cinematografiche italiane il 4 ottobre 2012.